# 劇団「良弁杉」
劇団「良弁杉」（げきだんろうべんすぎ）は、奈良市音声館を拠点に活動する、奈良市の市民劇団。

## 概要
1994年（平成6年）に奈良市音声館開館とともに結成され、1995年（平成7年）より、東大寺二月堂に伝わる民話「良弁杉」を基にした創作ミュージカル「二月堂良弁杉」を制作・上演。その後、市民劇団を立ち上げ、音声館での年4回の定期公演をはじめ、なら100年会館、東大寺大仏殿、福井県小浜市、滋賀県大津市、石山寺、愛知県名古屋市、豊田市等の公演を重ね、2015年11月22日に、ならまちセンターにて100回兼20周年記念公演を果たした。
2024年2月24日に120回公演を果たし、29年のロングラン公演に幕をおろす。
ミュージカルのほかに、同作品を畳一畳分の紙芝居「大紙芝居」の公演を行い、音声館のエントランスホールにて年数回小劇場を行っている。また、紙芝居の演目には他に7作ほどある。小劇場では、紙芝居2本の幕間に奈良の民話の語りがある。
先述の民話の語りだけを、月に1度ならまち格子の家にて聞ける「奈良の民話を楽しもう」が企画されている。

## 創作ミュージカル「二月堂良弁杉」
東大寺二月堂にまつわる昔話をもとに作られたミュージカル。劇団「良弁杉」によって29年間で120回上演されてきた。
世界建築博覧会トリエンナーレ奈良のプレイベントのために一般公募で選ばれた市民で初演。